# Francisco Sánchez Vargas
Francisco Javier Sánchez Vargas (Sevilla, 1958), fue un atleta español. Su infancia trascurre en La Zubia, provincia de Granada, de donde era su familia y de donde él se considera. Fue un destacado atleta de finales de los setenta y principio de los ochenta especialista en la prueba de 3000 m obstáculos junto con el mítico Domingo Ramón con quien compartía prueba uno de los atletas nacionales más destacados de su tiempo. Su actuación más destacada fue su quinto puesto en los Juegos Olímpicos de Moscú 1980 donde quedó precisamente detrás de su compatriota Domingo Ramón.

## Palmarés
Actuación Internacional
- Quinto puesto en los Juegos Olímpicos Moscú 1980 en la prueba de 3000 metros obstáculos con una marca de 8:17.93.[1]
- Primer puesto en la Copa de Europa Primera División Budapest 1985 en la prueba de 3000 metros obstáculos con una marca de 8:24.19.
- Juegos del Mediterráneo Casablanca 1983 medalla de bronce en la prueba de 3000 metros obstáculos medalla de bronce con una marca de 8:20.67.[2]
- Participó en el campeonato de Europa de Atenas de 1982 y Stuttgart 1986 aunque su actuación no fue muy destacada.

Palmarés nacional
- Campeón de España 3000 metros de pista cubierta: 1980, 1984.
  - 1980 8:01.05.
  - 1984 8:02.66.

- Campeón de España 3000 metros obstáculos aire libre: 1986, 1987.
  - 1986 8:35.36
  - 1987 8:29.69